# José Parada y Barreto
José Parada y Barreto (Jerez de la Frontera, 24 de marzo de 1834-1886) fue un compositor, profesor de música y crítico musical español.

## Biografía
Natural de la ciudad gaditana de Jerez de la Frontera, donde nació en 1834, recibió allí la instrucción primaria, así como seis años de latín y filosofía en el instituto de segunda enseñanza. Se dedicó después al estudio y cultivo de la música, primero al violín y luego al violonchelo. Organizó reuniones con orquestas y cuartetos en su propio domicilio en las que hacía ejecutar música clásica de maestros alemanes como Mozart, Haydn y Beethoven. Por aquella época, comenzó a ocuparse de la literatura musical, y escribió una serie de artículos para el periódico El Guadalete, si bien no llegó a publicarse más que el primero. Se trasladó a Madrid en 1852 con el objetivo de acceder al Real Conservatorio de Música y Declamación, pero se topó con la oposición de la familia y hubo de regresar a su localidad natal, donde permaneció hasta el año 1857, en que hubo de marchar al extranjero.
Recorrió Francia, Bélgica, Alemania y los Países Bajos, y residió allí por largo tiempo, principalmente en Bruselas, donde estudió armonía y composición con Fétis y Damcke y violonchelo con Servais. En Bélgica escribió una Memoria histórica sobre la música de los belgas, que se publicó en Madrid en 1859 en La España Artística. Asimismo, durante su residencia en la capital belga escribió el libreto —en francés— y la música de una opereta en un acto titulada Le Rêve y de una ópera en tres actos de título La Destinée. También escribió algunas piezas de música religiosa y canciones con letra francesa, así como varias obras de música instrumental, como oberturas, sinfonías y cuartetos, algunas de las cuales se ejecutaron en sociedades particulares. En 1856 o 1857, antes de ir al extranjero, publicó en Madrid un folleto titulado Opúsculo de armonía sobre la marcha de los acordes y el bajo fundamental. De vuelta a la capital española, en 1860 publicó varios artículos de crítica y literatura musical en el periódico El Arte Musical. Ese mismo año, tradujo al español el Tratado de Instrumentación de Kastuer, y escribió una obra titulada Misterios de la música, ó nueva escuela recreativa é instructiva del arte de conmover con la combinacion de los sonidos.
Vuelto a Bélgica en 1861, permaneció en aquel país hasta el año 1865 en que regresó a España, habiendo publicado en 1866 una obra titulada Guía musical o instrucciones sobre los requisitos y cualidades necesarias para seguir con éxito las diferentes carreras de la música. De 1861 a 1865, compuso un Diccionario técnico, histórico y biográfico de la música que se publicaría en 1868. En 1866 fue llamado a Madrid para tomar la dirección del periódico titulado Revista y Gaceta Musical, en el que publicó artículos críticos, didácticos, históricos y filosóficos de la música. Colaboró también con la Revue des deux Mondes, Revue du Plaint Chaut, Le Monde Illustré y La Iberia, de la que fue crítico musical. Como musicólogo, fue autor, además, de La ópera española y Vida de Hilarión Eslava. Falleció en 1886.